# ハンス・クリスティアンゼン
ハンス・クリスティアンゼン（Hans Christiansen 、1866年3月6日 - 1945年1月5日）はドイツの画家、イラストレーターである。アール・ヌーヴォーのスタイルのイラストレーションを描いた。

## 略歴
シュレスヴィヒ＝ホルシュタイン州のフレンスブルクに生まれた。各地を旅した後、1888年にミュンヘンの工芸学校(Königliche Kunstgewerbeschule München)で学んだ。イタリアへも旅した後、ハンブルクで装飾画家として働いた。民芸協会(Verein Volkskunst)の人々と交流し、動植物を題材に作品を制作した。1892年に著作「Neue Flachsornamente（新しい装飾）」を出版した。1895年にアントウェルペンからパリへ旅し、パリでは私立の美術学校、アカデミー・ジュリアンで学び、結婚する相手と知り合った。
ケルンのチョコレート会社のオーナーで、多くの複製美術品を宣伝に使ったルートヴィヒ・シュトルヴェルクの依頼で、1898年の「星座(Sternbilder)」のシリーズなどの宣材カードのデザインを行った。
1899年に芸術家の支援者として知られるヘッセン大公、エルンスト・ルートヴィヒに招かれて、ダルムシュタットの「マチルダの丘」の芸術家コロニーに移った。建築家のヨゼフ・マリア・オルブリッヒや工業デザイナーのペーター・ベーレンスとともに「ユーゲント・シュティール運動」 (ドイツにおけるアール・ヌーヴォー運動）の推進者となった。
1901年に「マチルダの丘」の芸術家コロニーの最初の展覧会ではオルブリッヒが設計した多くの住宅が展示されたが、クリスティアンゼンも「ローゼン邸(Villa in Rosen)」と呼んだ自宅をデザインした。
雑誌『ユーゲント』のグラフィック・デザインの仕事もした。1911年からオルブリッヒが設立したヴィースバーデンの自由美術校(Freie Künstlerschaft Wiesbaden)で教えた。
ユダヤ系の女性と結婚していたので、ナチス・ドイツ時代の「帝国文化院」の会員に選ばれることはなく、画家の仕事も失うことになった。「ローゼン邸」も第2次世界大戦で破壊された。ヴィースバーデンで死去した。

## 作品

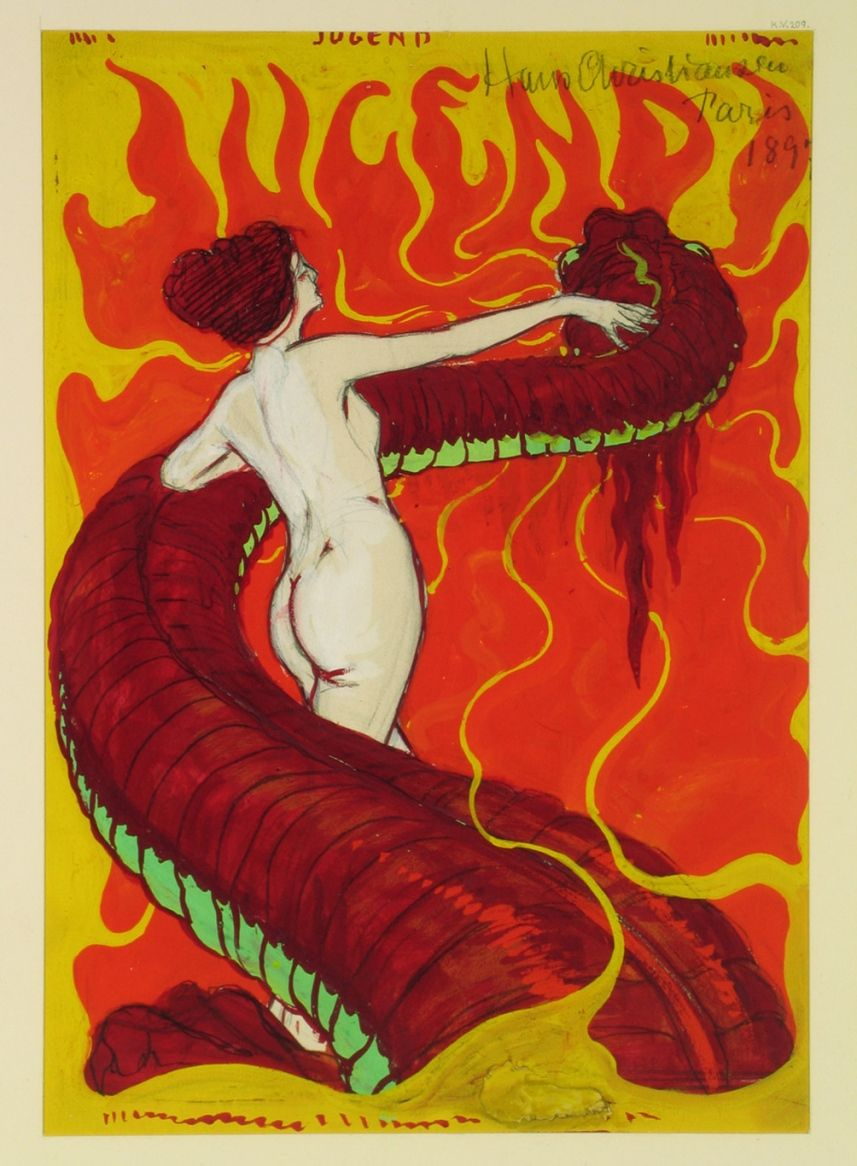
『ユーゲント』の挿絵 (1896)
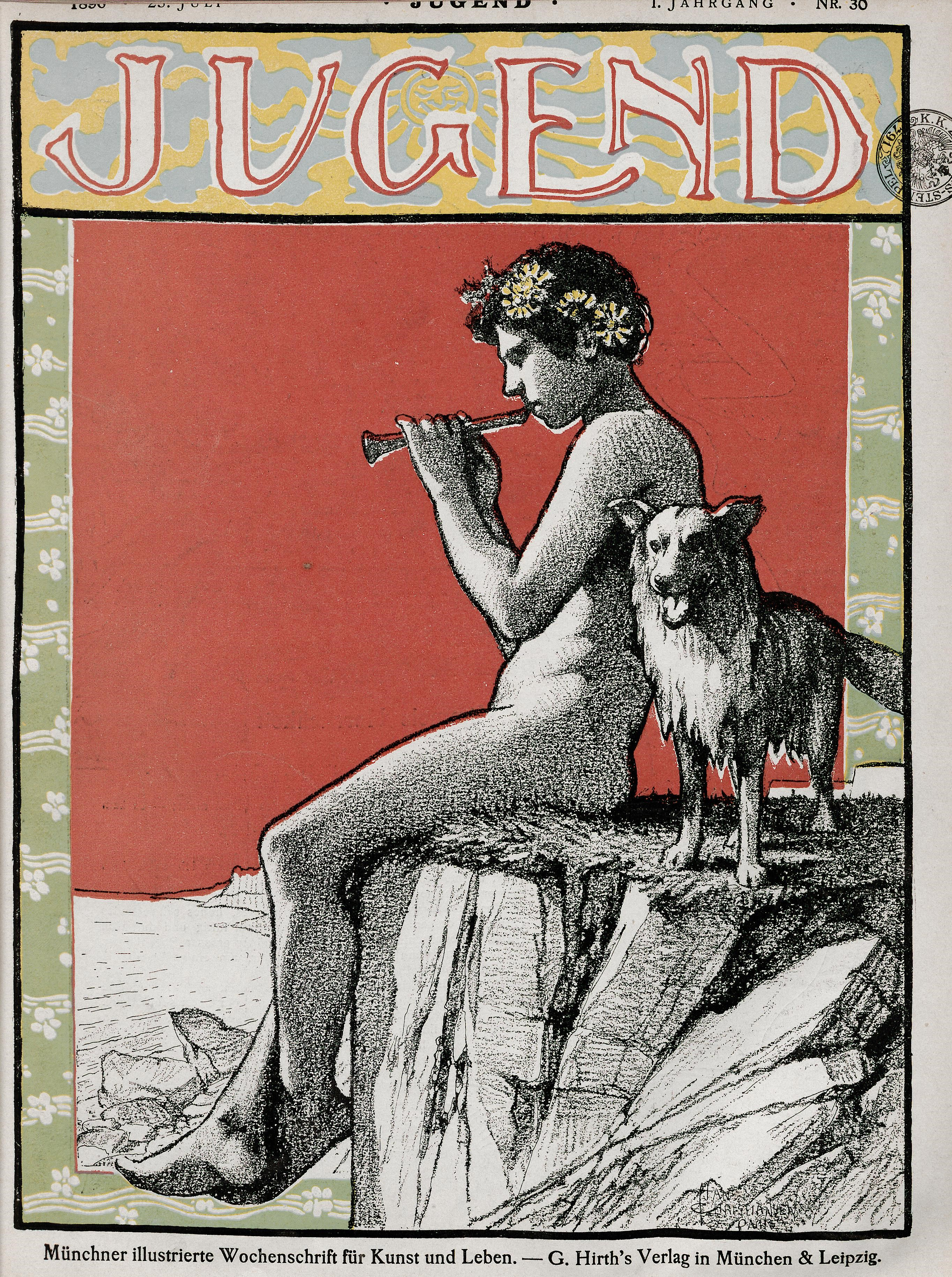
『ユーゲント』の表紙絵(ヴィルヘルム・フォン・グレーデンの作品からデザイン)
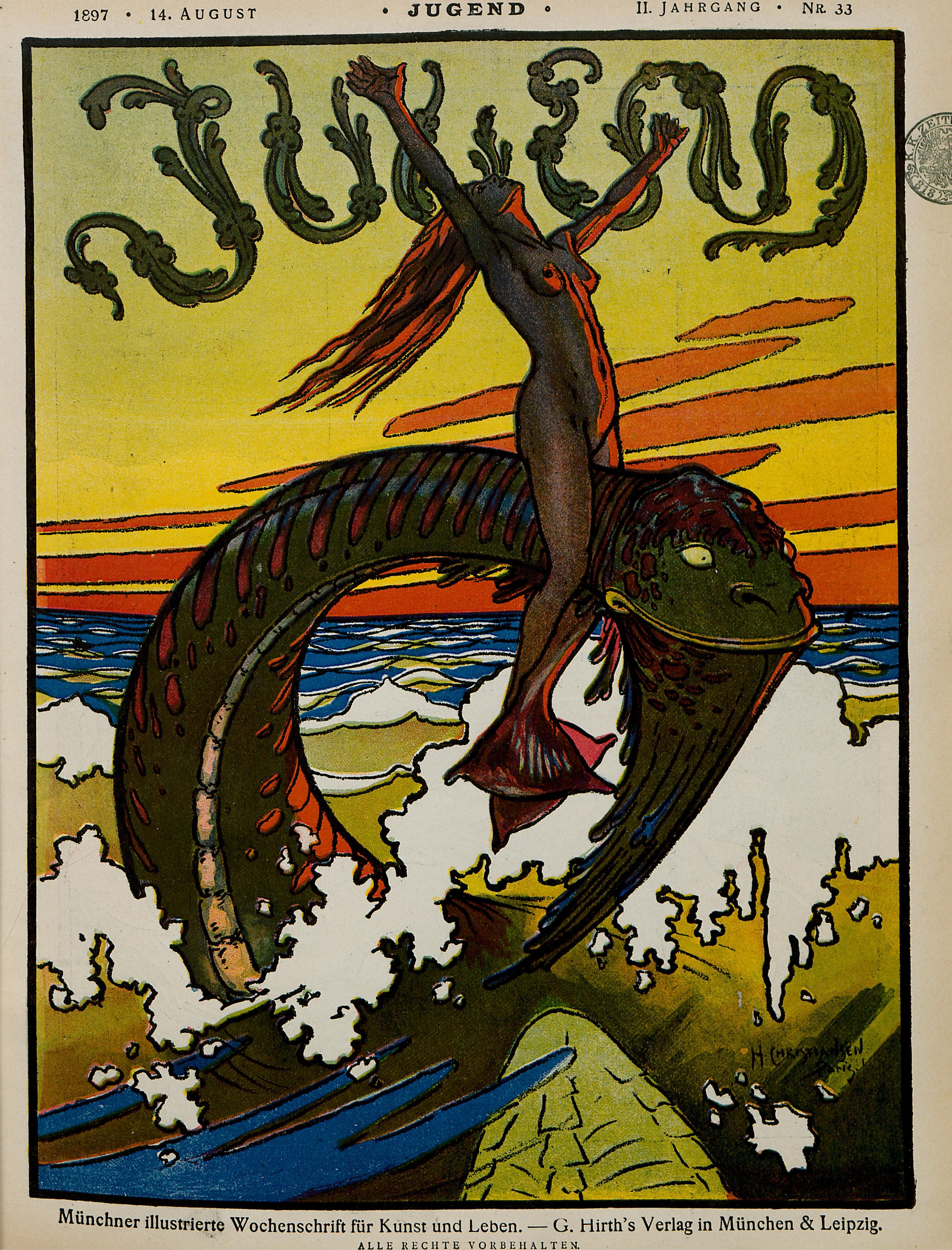
『ユーゲント』の表紙絵 (1897)
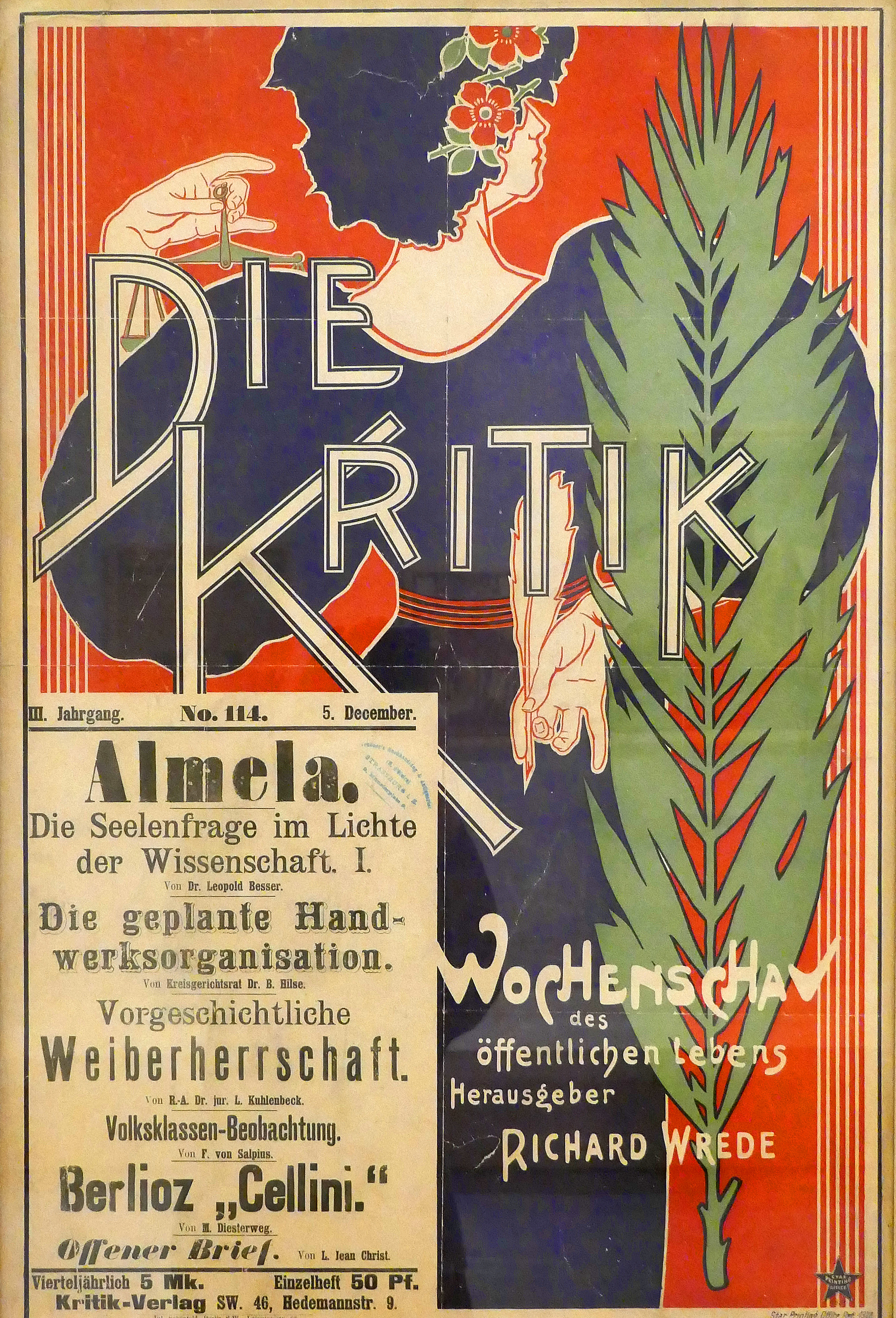
(c.1896)
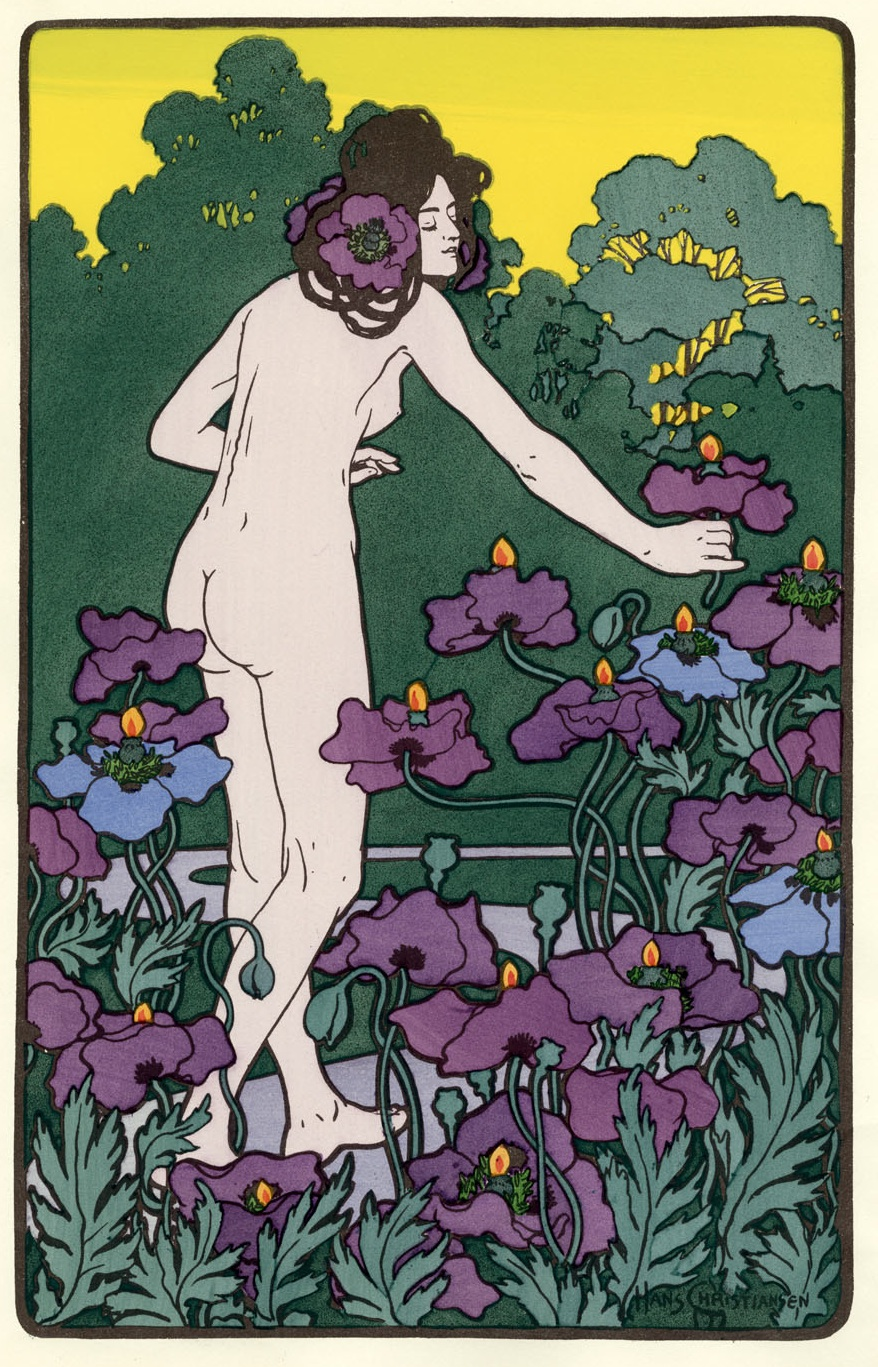
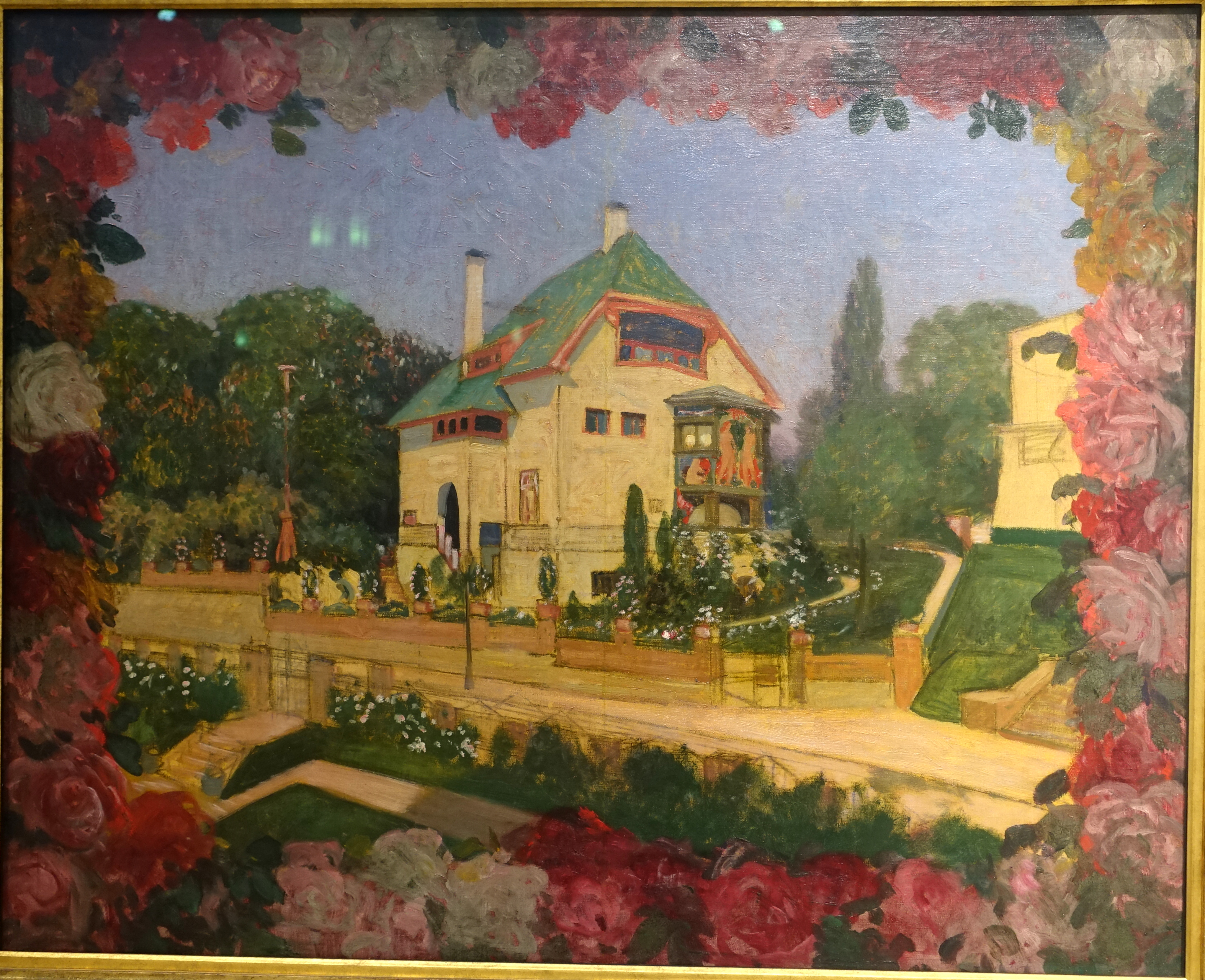
「ローゼン邸」
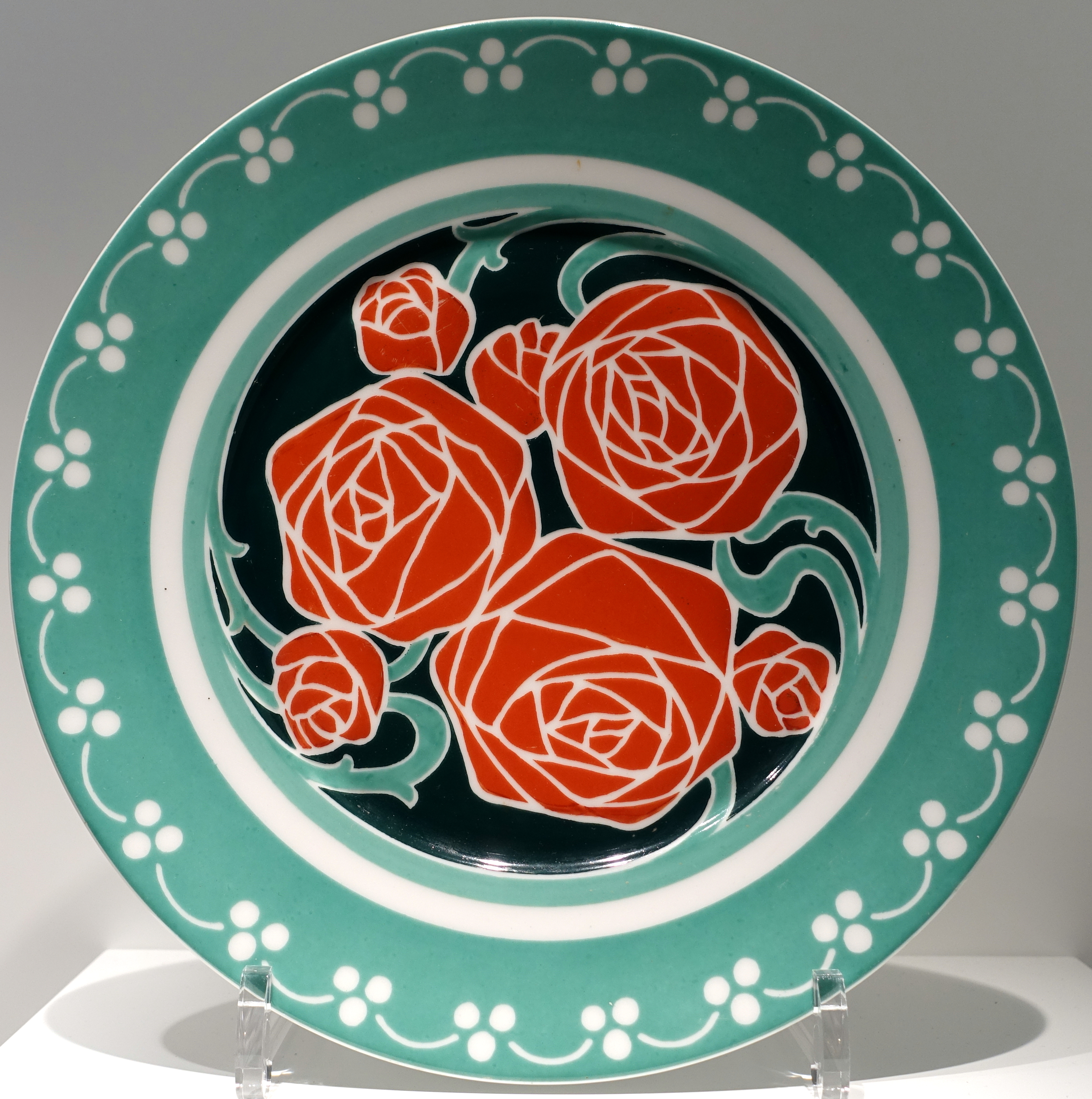
磁器デザイン
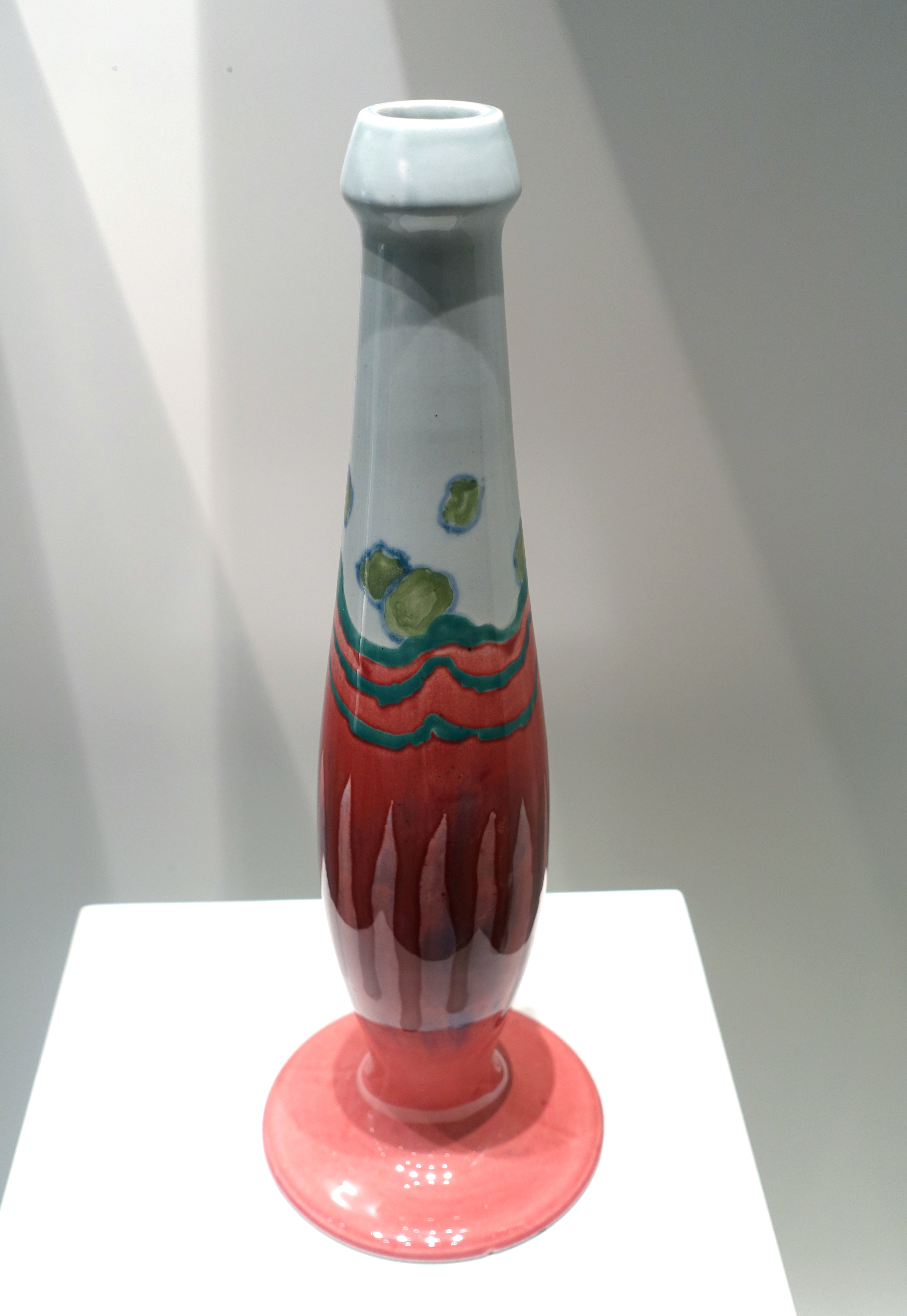
磁器デザイン